# على ضفة القلب (فلم)
على ضفة القلب فيلم دراما مغربي من إنتاج سنة 2001، ومن إخراج محمد منخار، ومن بطولة نسرين عاشور، يوسف آيت منصور، عبد العظيم الشناوي، عبد الله ديدان، حنان الإبراهيمي.

## قصة الفيلم
يتحدث الفيلم عن واقع الشباب المغربي من خلال رصد مشاكل مجموعة من الشباب يعانون من عدة مشاكل اجتماعية ونفسية ومادية. تروي القصة مصير بنات الحاج البشير الأربعة ومعاناتهن من طمع أزواجهن في ثروة والدهن. سميرة، أصغر بناته، مندفعة وعنيدة، ترغم على الزواج من البشير الذي يعمل مهندساً زراعياً فهل ينجح هذا الزواج...

## المصدر
- الفيلم نفسه[1]

## وصلات خارجية
- (جريدة الشرق الأوسط):تصوير«على ضفة القلب» عن واقع الشباب المغربي